# Landwirtschaftsministerium der Republik Litauen

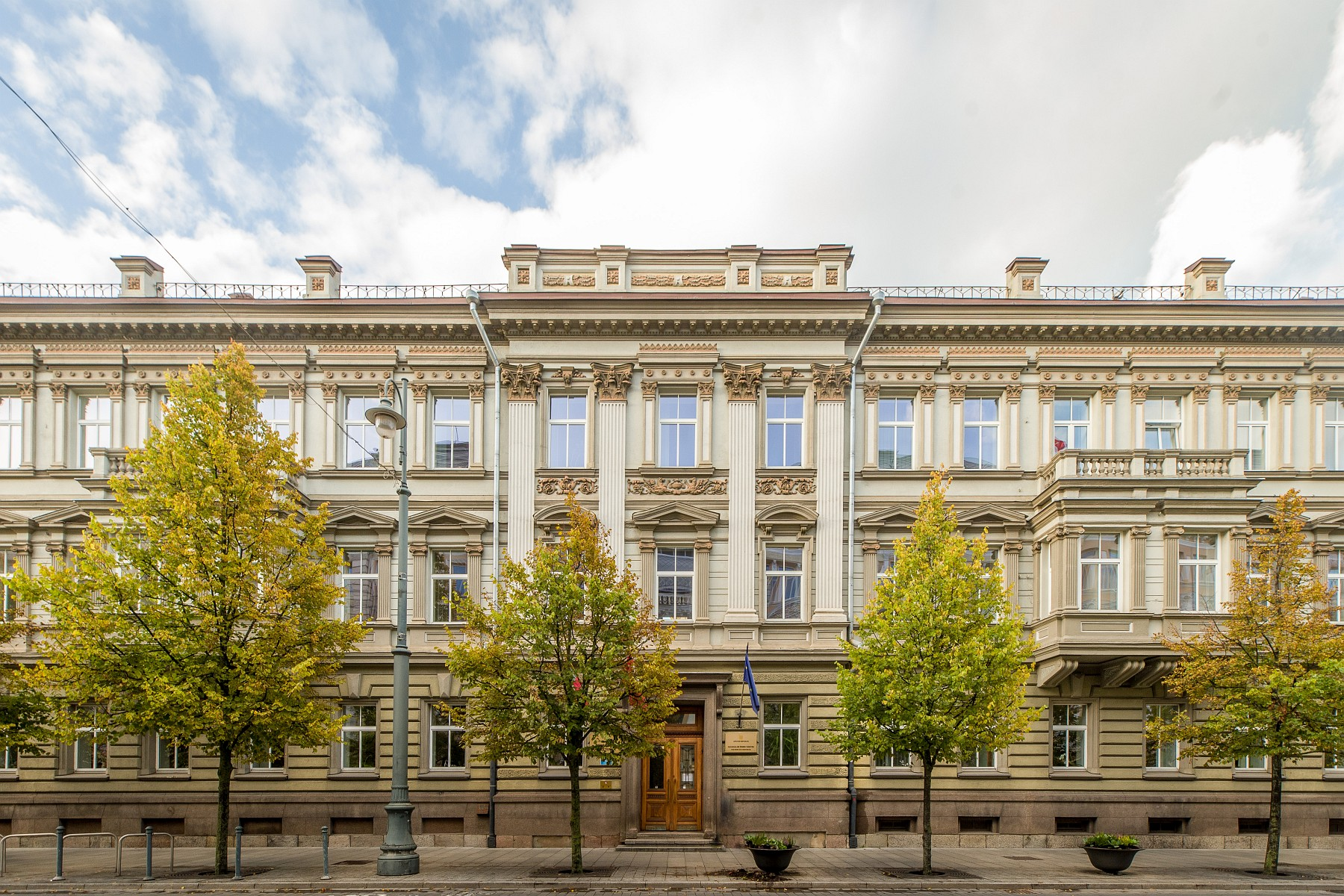
Litauisches Landwirtschaftsministerium

Das Landwirtschaftsministerium der Republik Litauen (lit. Lietuvos Respublikos žemės ūkio ministerija) ist eines von 14 Ministerien der Regierung Litauens. Es hat seinen Sitz in der litauischen Hauptstadt Vilnius.

## Geschichte
Das litauische Landwirtschaftsministerium wurde 1918 mit der Unabhängigkeit der Ersten Republik gegründet. In der Zeit der Litauischen SSR wurde das Ministerium nach Dotnuva und Baisogala verlegt. Da die tägliche Reise der Angestellten einige Stunden dauerte, wurde der Sitz wieder Vilnius.
1998 wurde das Forstwirtschaftsministerium in das Landwirtschaftsministerium integriert.
2016 wurde die Verlegung des Sitzes vorgesehen. Von 2019 bis 2020 plant man das Ministerium nach Kaunas verlegen.

## Minister
| Nr. | Minister                    | Amtszeit        |
| --- | --------------------------- | --------------- |
| 1   | Vytautas Knašys             | 1990–1991       |
| 2   | Rimvydas Raimondas Survila  | 1991–1992       |
| 3   | Rimantas Karazija           | 1992–1994       |
| 4   | Vytautas Einoris            | 1994–1996       |
| 5   | Vytautas Knašys             | 1996–1998       |
| 6   | Edvardas Makelis            | 1998–2000       |
| 7   | Kęstutis Kristinaitis       | 2000–2001       |
| 8   | Jeronimas Kraujelis         | 2001–2004       |
| 9   | Kazimiera Danutė Prunskienė | 2004–2008       |
| 10  | Kazimieras Starkevičius     | 2008–2012       |
| 11  | Vigilijus Jukna             | 2012–2014       |
| 12  | Virginija Baltraitienė      | 2014–2016       |
| 13  | Bronius Markauskas          | 2016–2018       |
| 14  | Giedrius Surplys            | 2018–2019       |
| 15  | Andrius Palionis            | 2019–2020       |
| 16  | Kęstutis Navickas           | 2020–2024       |
| 17  | Ignas Hofmanas              | 12.2024 – heute |

## Vizeminister
- Leokadija Počikovska (* 1955), ehemalige Bürgermeisterin der Rajongemeinde Vilnius, Politikerin polnischer Herkunft
- Lina Kujalytė  (* 1977),  Spezialistin des Landwirtschaftsingenieurwesens
- Saulius Cironka (* 1964), Agrarmanager, Ingenieur und Mechaniker

## Kanzlerin
- Dalia Miniataitė

## Unterstehende Organisationen
- Nationale Zahlungsagentur am Landwirtschaftsministerium Litauens
- Nationales Landamt am Landwirtschaftsministerium Litauens